# Fimbulvetr
Fimbulvetr (Fimbulvinter) a skandináv mitológiában a Ragnarök (=istenek végzete) eljövetelének biztos jele. Három kemény tél (Hármastél) következik egymás után, bőséges havazással, és nincs közöttük nyár. Ebben az időszakban háborúk dúlnak, s gonoszság, kegyetlenség és nyomor lepi el a világot. „Vad kor jő a világra, szajhálkodás kora”, vérfertőzés mocskol be rokonságokat, kapzsiságtól hajtva testvérek oltják egymás életét, s nem kímélnek gyilkolásban sem apát, sem fiat. Az Eddában Vaftrudnir jóslata szerint csak két ember, Liv és Livtrasir (Élet és Életvágy) éli túl a világvégét, s ők lesznek az új emberiség ősei:
Élet és Életvágy

védetten lapul,

Hoddmímir fájáról

hajnali harmat

lészen eledelük,

emberek erednek létükből.

## Fordítás
- Ez a szócikk részben vagy egészben  a   Fimbulvinter című svéd Wikipédia-szócikk fordításán alapul.  Az eredeti cikk szerkesztőit annak laptörténete sorolja fel. Ez a jelzés csupán a megfogalmazás eredetét és a szerzői jogokat jelzi, nem szolgál a cikkben szereplő információk forrásmegjelöléseként.
- Ez a szócikk részben vagy egészben  a   Fimbulvetr című angol Wikipédia-szócikk fordításán alapul.  Az eredeti cikk szerkesztőit annak laptörténete sorolja fel. Ez a jelzés csupán a megfogalmazás eredetét és a szerzői jogokat jelzi, nem szolgál a cikkben szereplő információk forrásmegjelöléseként.